# 彭湃旧居
彭湃旧居，位于中国广东省肇庆市广宁县潭布镇社岗村委来坪村，为中国革命家彭湃的旧居。1989年8月，列入广宁县文物保护单位。